# ميشيل فورنير
ميشيل فورنير هي منافسة ألعاب القوى كندية، ولدت في 9 مايو 1977 في إيدموندستون ‏ في كندا.

## وصلات خارجية
- ميشيل فورنير على موقع الاتحاد الدولي لألعاب القوى (الإنجليزية)
- ميشيل فورنير على موقع أوليمبيديا (الإنجليزية)
- ميشيل فورنير على موقع اتحاد ألعاب الكومنولث (مؤرشف) (الإنجليزية)